# Папахдилма
Папахдилма (Папахдилмас, он же Павахтелмах) — правитель Хеттского царства, когда его столицей был ещё город Куссар (кон. XVI век до н. э.). Преемник царя Пухасумы (он же Пу-Шаррума). Папахдилма был возведен на трон вельможами в обход завещания царя Пухасумы. Правил Папахдилма, видимо, недолго. Он был свергнут Лабарной I, которому Пухасума и завещал трон. Борьба за престол, видимо, носила крайне ожесточённый характер и даже вероятно вылилась в гражданскую войну. В «Завещании Хаттусили I», написанном спустя поколение после этих событий, чувствуется крайняя напряжённость обстановки.

«Так было со словами моего деда Пухассумы. … Разве его сыны не отложились от него? Мой дед своего сына Лабарну в городе Санахвуитта отметил как своего наследника. Потом же его подданные и сановники перечили словам его и посадили на престол Папахдилму. Сколько лет с тех пор прошло и сколько из них уцелело? Дома сановников — где они? Разве они не исчезли?».